# La casa delle beffe
La casa delle beffe è una miniserie televisiva italiana del 2001 scritta e diretta da Pier Francesco Pingitore e con protagonisti Anna Falchi, Pippo Franco ed Eva Grimaldi. La miniserie è andata in onda in due puntate su Canale 5 ed è stata girata in una villa cinquecentesca nel Mugello.

## Trama
La bufala inventata da due hacker relativa all'imminente passaggio in città di una letale nube tossica costringe un gruppo di attori a rifugiarsi nella villa cinquecentesca di Pippo. Per trascorrere il tempo, gli amici leggono in salotto otto storie, realmente avvenute in diverse epoche storiche nella villa in cui si trovano: 
- 1960. Un truffatore, travestitosi da monsignore, e suo nipote Claudio fingono di essere riusciti a ottenere, grazie all'interessamento del vescovo, la concessione edilizia che desidera il commendatore Pacifici per la costruzione di un grande complesso immobiliare. I due vengono ospitati nella villa del commendatore in attesa della somma di denaro che riceveranno il giorno seguente come compenso per l'interessamento del monsignore. Luisa, la moglie del commendatore, seduce Claudio venendo però a conoscenza del raggiro ordito nei confronti del marito. La donna fa fallire la truffa e i due sono costretti a fuggire via.
- 1770. Giacomo Casanova fa visita alla villa dei marchesi Postiglione e suscita le attenzioni delle donne che vi abitano le quali mandano dei biglietti che lo invitano a recarsi nelle loro camere da letto durante la medesima notte. Il seduttore veneziano cerca di soddisfare sessualmente tutte e tre recandosi nelle loro stanze ma viene sempre interrotto a causa dell'arrivo di altre persone che vogliono recarsi nella stanza per diversi motivi. A causa del buio riesce a fare sesso soltanto con un'anziana duchessa scambiata per una donna più giovane.
- 1526. La cortigiana Imperia ospita nella sua villa il cardinale Bartolomei e il cavaliere Capodiferro che vorrebbero fare l'amore con lei. La donna è però innamorata di un altro ospite della villa, Jacopo, in procinto di farsi frate, e decide di mandare nelle stanze dei due uomini due servitrici che i due uomini scambiano per Imperia: la cortigiana riesce così a restare sola con Jacopo. Dopo che il cardinale e il cavaliere se ne sono andati anche Jacopo lascia la villa decidendo di diventare frate.
- 1860. Nella villa di Paola e James, che detesta Garibaldi, viene ospitato il capitano Bentivoglio in procinto di partire con spedizione dei Mille. Durante una partita a poker, Goffredo perde contro James una somma di denaro costituita da una lettera di credito che ha lo scopo di finanziare l'impresa di Garibaldi. Paola, che si innamora del capitano ed è affascinata dalle idee di Garibaldi, riesce, ingannando il marito, a restituire la lettera di credito a Goffredo che lascia la villa.
- 1900. L'avvocato Merloni e sua moglie Rossana sono ospiti del barone Bonaiuti e della moglie Giovanna; durante la loro permanenza Rossana tradisce il marito con Massimiliano, il servitore della villa, suscitando le gelosie di Giovanna, anche lei amante dell'uomo. A causa di alcuni equivoci il barone crede che Giovanna la tradisca con l'avvocato e quest'ultimo crede che Rossana lo tradisca con Merloni. I due si sfidano a duello ma Massimiliano carica le pistole a salve impedendo la morte dei due uomini approfittando dello stupore dei duellanti per fuggire.
- 1922. Mercedes tradisce il marito, fervente fascista, con il nipote Lauro: il marito di Francesca e Lauro sono però in procinto di partire per partecipare alla marcia su Roma. Francesca ha un preparato che vuole somministrare a Lauro in modo che sembri malato di influenza spagnola e possa rimanere da sola con lui approfittando dell'assenza del marito. Lauro e il marito di Francesca partono per Roma, ma poco dopo Lauro ritorna a casa con i finti sintomi della malattia riuscendo a rimanere da solo con Francesca.
- 1945. Avendo disertato dall'esercito americano, Nick, assieme alla prostituta Virginia, si rifugia in una villa dove hanno trovato alloggio gli sfollati per venir curato da una ferita che ha riportato durante la fuga. Dopo essere stato curato, i due fanno amicizia con don Mimì che li protegge dai soldati che cercano Nick, nonostante l'ingente taglia che pende su di lui. Nick e Virginia vengono scoperti e uccisi dai soldati americani
- 1628. Il pittore Michelaccio si reca nella villa per dipingere il ritratto di Giulia, moglie del banchiere Benincasa, ma corteggia la domestica Norina suscitando la gelosia di Giulia. La donna, per vendicarsi, dice al marito che il pittore l'ha molestata: il banchiere assolda un sicario, detto "Misericordia", che travestito da frate assieme ad altre persone si reca nella villa per uccidere Michelaccio. L'uomo capisce il piano che è stato ordito nei suoi confronti e sconfigge Misericordia e i suoi scagnozzi.

Dopo aver letto queste storie, gli amici vengono finalmente a conoscenza del fatto che la notizia della nube tossica fosse falsa.